# Tanja Paulitz
Tanja Paulitz (* 1966 in Baden-Baden) ist eine deutsche Soziologin und Hochschullehrerin.

## Leben und Werk
Nach ihrem Studium der Soziologie, Germanistik, Slawistik und Erziehungswissenschaft an den Universitäten Marburg, Bochum und Frankfurt am Main, wurde Paulitz 2004 an der Universität Kassel promoviert. Daraufhin war sie als wissenschaftliche Mitarbeiterin an der TU Berlin tätig; ab 2006 forschte sie am Interuniversitären Forschungszentrum für Technik, Arbeit und Kultur in Graz über die Entstehung der Technikwissenschaften im deutschsprachigen Raum. Anschließend war sie am Institut für Soziologie der Karl-Franzens-Universität Graz in Forschung und Lehre als Assistenzprofessorin tätig. Dort habilitierte sie sich 2011. Gastprofessuren führten sie an die University of California und an die Cornell University in die USA. Im Wintersemester 2012/13 folgte Tanja Paulitz dem Ruf auf die Professur für Spezielle Soziologie und Empirische Sozialforschung an der Julius-Maximilians-Universität Würzburg. Ab dem Sommersemester 2013 war sie Professorin für Soziologie mit dem Schwerpunkt Gender und Technik an der RWTH Aachen. Seit Oktober 2016 ist Paulitz Professorin am Institut für Soziologie der Technischen Universität Darmstadt.
Paulitz forscht und lehrt im Arbeitsbereich Kultur- und Wissenssoziologie. Der Schwerpunkt ihrer Arbeit liegt auf der Erforschung von Prozessen der Technisierung und dem Berufsbild von Frauen und Männern in den Natur- und Ingenieurwissenschaften. Sie analysiert und beschreibt die Geschlechternormen und Geschlechterrollen in der Welt der Technik.

## Politisches Engagement
Im Februar 2023 war Paulitz Erstunterzeichnerin einer von Sahra Wagenknecht und Alice Schwarzer initiierten Petition an Olaf Scholz, die zu Diplomatie und Verhandlungen aufrief, und sich gegen weitere „eskalierende Waffenlieferungen“ an die Ukraine im Zuge des russischen Überfalls aussprach.

## Veröffentlichungen (Auswahl)
- Engenderin in Engeneering. In: Urte Helduser et al. (hrsg.): under construction? Konstruktivistische Perspektiven in feministischer Theorie und Forschungspraxis, Campus, Frankfurt am Main 2004, ISBN 978-3-593-37539-7, S. 103–116.
- (Hrsg., mit Petra Lucht): Recodierungen des Wissens. Stand und Perspektiven der Geschlechterforschung in Naturwissenschaften und Technik. Campus, Frankfurt am Main 2008, ISBN 978-3-593-38601-0.
- Mann und Maschine. Eine genealogische Wissenssoziologie des Ingenieurs und der modernen Technikwissenschaften, 1850–1930. Transcript, Bielefeld 2012, ISBN 978-3-8376-1804-4.
- (Hrsg., mit Tanja Carstensen): Subjektivierung 2.0. Machtverhältnisse digitaler Öffentlichkeiten. Springer VS, Wiesbaden 2014, ISBN 978-3-658-01876-4.
- (Mit-Hrsg.): Akademische Wissenskulturen und soziale Praxis. Geschlechterforschug zu natur-, technik- und geisteswissenschaftlichen Fächern. Westfälisches Dampfboot, Münster 2015, ISBN 978-3-89691-242-8.